# Cybianthus itacolomyensis
Cybianthus itacolomyensis là một loài thực vật có hoa trong họ Anh thảo. Loài này được M.Lisboa & Badini mô tả khoa học đầu tiên năm 1977.